# Petr z Luny
Petr z Luny (Pedro Martínez de Luna y Pérez de Gotor; 25. listopadu 1328, Illueca, Aragonie – 23. května 1423, Peñíscola) byl aragonský kardinál, který do dějin vstoupil jako vzdoropapež Benedikt XIII. (také zvaný Papa Luna – doslova Měsíční papež) nárokující si papežský titul od roku 1394 v době velkého západního schizmatu. Petr z Luny přitom vystupoval jakožto papež avignonské linie proti římským držitelům tohoto titulu. Poslední roky svého života strávil v Peñíscole v Aragonském království.

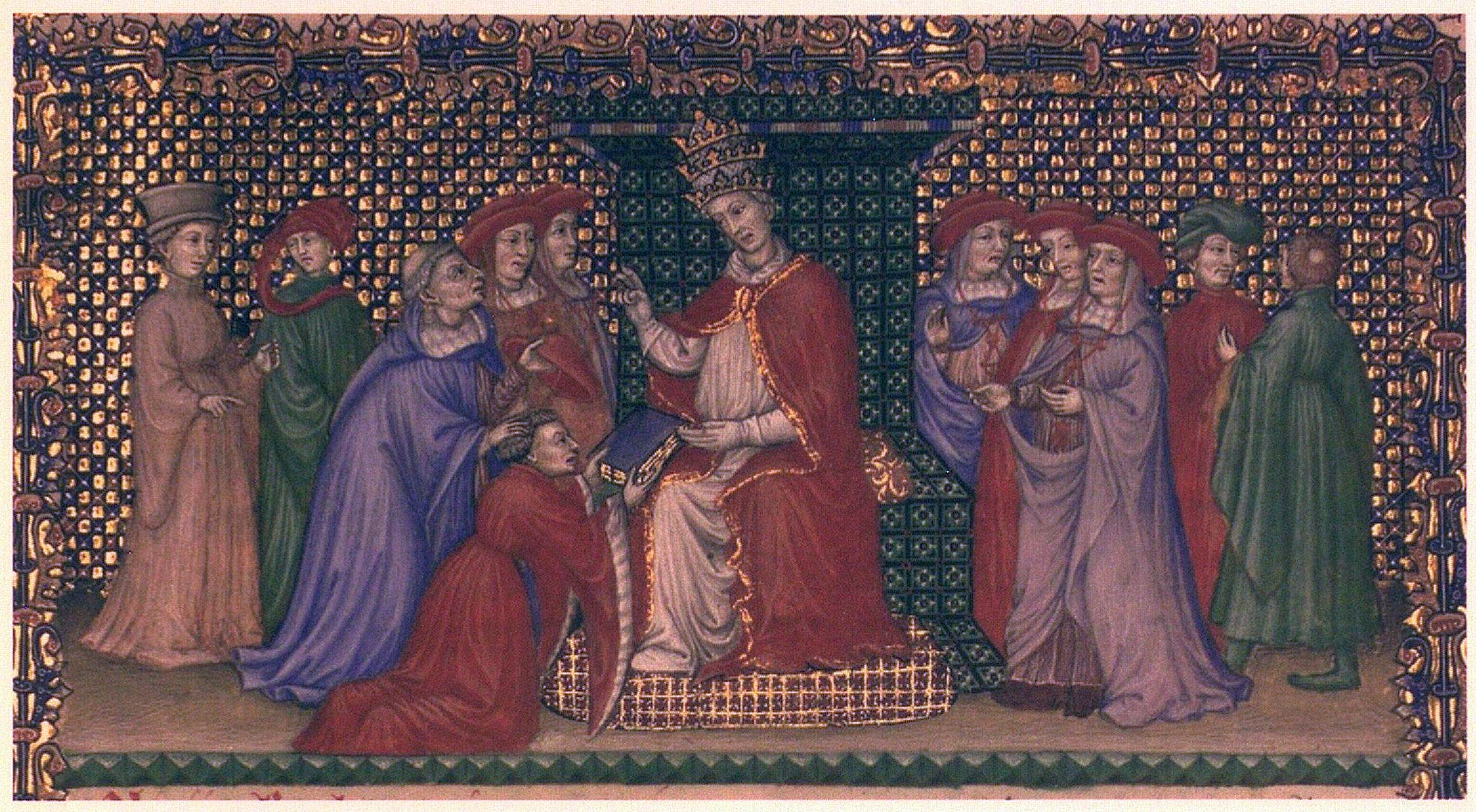
Opis Pliniových dopisů připravený pro Benedikta XIII. je odevzdáván tomuto vzdoropapeži. Vatikán, Biblioteca Apostolica Vaticana, Vat. lat. 1777, fol. 1r (pozdní 14. století)

## Život
Pedro de Luna byl synovcem kardinála Gila de Albornoze. Byl profesorem kanonického práva v Montpellieru a 20. prosince 1375 ho Řehoř XI. jmenoval kardinálem jáhnem při chrámu Santa Maria in Cosmedin. V roce 1376 Luna doprovázel Řehoře XI. do Říma a po jeho smrti se účastnil kontroverzní papežské volby Urbana VI. (8. dubna 1378). Zpočátku podporoval Urbana VI., poté však později v létě přešel na pozici skupiny kardinálů přesvědčených o neplatnosti volby. 20. září 1378 se pak účastnil volby Klementa VII. Papež Urban se však nenechal přesvědčit, aby rezignoval, protože věřil v právoplatnost svého zvolení. Tím vzniklo papežské schizma. Klement VII. nebyl schopen dobýt Řím a uprchnul roku 1379 do Avignonu poté, co byl vyhnán z Andělského hradu. Jako legát Klementa VII. se Luna snažil především prosadit Klementovo uznání ve Španělsku a získal pro Klementovu avignonskou linii všechna čtyři pyrenejská království – Kastilii, Portugalsko (do roku 1385), Aragon a Navarru.
Po Klementově smrti 16. září 1394 byl Pedro de Luna 28. září 1394 jednomyslně zvolen Klementovým nástupcem a přijal jméno Benedikt XIII. Pařížská univerzita se od Klementovy smrti marně pokoušela rozkol odstranit. Proto Benedikta neuznala za nového papeže. „Papa Luna“, který přesto ve funkci zůstal až do své smrti a také pak dostal nástupce, se stal nejdéle úřadujícím a jedním z nejdůležitějších vzdoropapežů církevních dějin.
Navzdory všem sporům mezi papežem Benediktem a Bonifácem IX., nástupcem papeže Urbana, se oba shodli v potřebě zorganizovat křížovou výpravu proti Osmanům. Osmanský sultán Bájezíd I. totiž dobytím Bulharska dosáhl maďarských hranic. Poslední a největší křížová výprava pod vedením Zikmunda Lucemburského, budoucího německého císaře, vyrazila s cílem porazit sultána a poté táhnout až do Jeruzaléma. Byla však poražena roku 1396 v bitvě u Nikopole.
V roce 1380 zemřel francouzský král Karel V. Jeho syn a nástupce Karel VI. opustil politickou linii svého otce a postupně se od papeže Benedikta odvrátil. Dokonce požádal říšskoněmeckého panovníka Václava IV., aby pomohl rozkol překonat. Francouzský král také svému říšskému protějšku připomněl jeho předchůdce císaře Jindřicha III., který ve své době zachránil papežství. Francouzský stavovský sněm také vyzval k současné rezignaci obou papežů (via cessionis). Benedikt XIII. takový krok slíbil před svým zvolením, pokud to bude jednota křesťanstva vyžadovat. Nyní však vzdoropapež řekl, že takový krok neobnoví jednotu církve a že bude nejprve nutné učinit další kroky. Proto byl papež Benedikt sedm měsíců obléhán francouzskými jednotkami ve svém paláci v Avignonu. Zůstalo s ním jen pět kardinálů. Záležitost skončila až poté, co proti obléhání zasáhl Benediktův lenní pán Martin I. Aragonský. Papež však zůstal pod dohledem vévody Ludvíka z Valois v čestném zajetí. O pět let později, 12. března 1403, se Benediktovi podařilo uprchnout. Mezitím od něho kromě Francie odpadla i Sicílie, Kastilie, Navarra a Provence. Po útěku Petr z Luny několik let pobýval ve Francii. K setkání s papeži Bonifácem IX. (1389–1404), Inocencem VII. (1404–1406) nebo Řehořem XII. (1406–1415) v Římě nikdy nedošlo. Benedikt totiž byl intelektuálně zřetelně nadřazen papeži Inocenci VII., který se pravděpodobně chtěl vyhnout riziku spojenému se střetem osobností nestejné síly. Papež Řehoř XII. se zpočátku chtěl s Benediktem setkat v Savoně, ale ani tento přestárlý papež by na Benedikta nejspíš nestačil. Nakonec papežovi jeho nepotové v setkání zabránili. Lze jen spekulovat, jak by takové setkání mohlo dopadnout. Zdá se však, že papež Benedikt byl důvěryhodnější než jeho protivníci. Pro setkání nebyli ani uherský král Zikmund Lucemburský, ani Ladislav Neapolský, syn zavražděného Karla III. (papež Bonifác IX. ukončil chybnou politiku svého předchůdce Urbana VI. a smířil se s Ladislavem). Oba se obávali, že by to znovu posílilo francouzský vliv na papežství.
Dne 25. března 1409 se sedm Řehořových a sedmnáct Benediktových kardinálů sešlo v Pise na koncilu. Sesadili římského i avignonského papeže a zvolili za papeže milánského arcibiskupa Petra, který přijal jméno Alexandr V. Ale protože oba ostatní papežové odmítli rezignovat, mělo nyní křesťanstvo tři papeže. Nástupcem papeže Alexandra se v roce 1410 stal Baldassare Cossa jako Jan XXIII.
V roce 1410 se uherský král Zikmund Lucemburský stal také římsko-německým králem. Chtěl jednou provždy ukončit rozkol a doufal, že tím také získá císařskou korunu. Zikmund se setkal s Janem XXIII. v Lodi a přesvědčil ho, aby svolal kostnický koncil. Jako jediný ze tří uchazečů o papežství se Jan koncilu osobně zúčastnil. 20. března 1415 však utekl z Kostnice a 29. května 1415 jej koncil prohlásil za sesazeného. Byl pak zajat a zůstal několik let ve vězení. Papež Řehoř XII. rezignoval na funkci 4. července 1415.
Papež Benedikt své sesazení koncilem nepřijal. Místo toho se stáhl na hrad Peñíscola, který se nachází na severním konci Valencijského zálivu. V Perpignanu se ho pak král Zikmund marně snažil přesvědčit, aby abdikoval. Benedikt se považoval za jediného legitimního papeže, protože byl ještě před vznikem schizmatu jmenován kardinálem papežem Řehořem XI. Ostatní kardinálové z tohoto období byli tehdy již mrtví a kardinálové jmenovaní během rozkolu byli podle Petra z Luny všichni nelegitimní. Nakonec koncil 26. července 1417 sesadil i Benedikta XIII. Dne 11. listopadu 1417 pak koncil zvolil papežem Odda di Colonna, který si vybral jméno Martin V. Tím bylo formálně ukončeno velké západní schizma. Benedikt však nadále vládl na Pyrenejském poloostrově a popisoval svou hradní pevnost v Aragonském království jako „Noemovu archu pravé církve“. Jeho politický význam od zvolení Martina V. prudce klesl, ale jeho ochránce Alfons V. se za něj postavil ještě po jeho smrti a namísto uznání Martina V. prosazoval volbu Benediktova nástupce.

## Dohra
Před svou smrtí Benedikt XIII. jmenoval čtyři kardinály, aby zvolili jeho nástupce. Mezi nimi však došlo k roztržce: tři z nich zvolili Gila Sáncheze Muñoze (Klement VIII., 1423–1429). Čtvrtý, Jean Carrier, však pobýval na jihu Francie jako legát papeže Benedikta, zatímco jeho tři kolegové už volili nového papeže. Po svém návratu Carrier s volbou nesouhlasil a roku 1425 v konkláve jediného muže povýšil na papeže svého bývalého kolegu Bernarda Garniera, správce katedrály Rodezu, který se jako Benedikt XIV. stal tajným protipapežem protipapeže Klementa VIII. Existenci tohoto „pravého papeže“ odhalil až v roce 1429 v memorandu hraběti Janu IV. z Armagnacu.
Jako poslední pozůstatek velkého západního schizmatu byl Klement VIII. uznáván v Aragonii za legitimního papež až do roku 1429. Po dohodě mezi Římem a Aragonem se pak Klement VIII. zřekl úřadu ve prospěch papeže Martina V. Za to ho Martin V. jmenoval biskupem na Mallorce. „Benedikt XIV.“ zůstal bezvýznamný a ve 30. letech 15. století působil v ilegalitě v hrabství Armagnac, než v roce 1437 znovu přijal post klerika v Rodezu. Zemřel někdy po roce 1450.